# Komplexwertige Funktion
Eine komplexwertige Funktion ist in der Mathematik eine Funktion, deren Funktionswerte komplexe Zahlen sind. Eng damit verwandt ist der Begriff der komplexen Funktion, der in der Literatur aber nicht eindeutig verwendet wird. Komplexwertige Funktionen werden in der Analysis und in der Funktionentheorie untersucht und haben vielfältige Anwendungen wie zum Beispiel in der Physik und der Elektrotechnik, wo sie beispielsweise zur Beschreibung von Schwingungen dienen.

## Definition

### Komplexwertige Funktion
Eine komplexwertige Funktion ist eine Funktion
{\displaystyle f\colon D\to \mathbb {C} },
bei der die Zielmenge die Menge der komplexen Zahlen ist. An die Definitionsmenge {\displaystyle D} sind keine Anforderungen gestellt.

### Komplexe Funktion
Wie auch bei reellwertigen und reellen Funktionen ist die Verwendung des Begriffes einer komplexen Funktion in der Literatur nicht eindeutig. Teilweise wird er synonym mit einer komplexwertigen Funktion verwendet, teilweise wird er auch nur für komplexwertige Funktionen einer komplexen Variablen verwendet, also Funktionen
{\displaystyle f\colon D\to \mathbb {C} },
bei denen {\displaystyle D\subseteq \mathbb {C} } ist.

## Spezialfälle
Manchmal wird der komplexwertigen Funktion ein Zusatz angehängt, um zu präzisieren, welche Struktur die Definitionsmenge hat. So heißt beispielsweise eine Funktion {\displaystyle f\colon D\to \mathbb {C} }
- komplexwertige Funktion einer reellen Variablen, wenn {\displaystyle D\subseteq \mathbb {R} } ist,
- komplexwertige Funktion mehrerer reeller Variablen, wenn {\displaystyle D\subseteq \mathbb {R} ^{n}} mit {\displaystyle n>1} ist,
- komplexwertige Funktion einer komplexen Variablen, wenn {\displaystyle D\subseteq \mathbb {C} } ist,
- komplexwertige Funktion mehrerer komplexer Variablen, wenn {\displaystyle D\subseteq \mathbb {C} ^{n}} mit {\displaystyle n>1} ist.

Wenn {\displaystyle D} Teilmenge eines komplexen Vektorraums ist, dann wird eine Funktion {\displaystyle f\colon D\to \mathbb {C} } auch (komplexwertiges) Funktional genannt.

## Beispiele
- Die Funktion {\displaystyle f\colon \mathbb {R} \to \mathbb {C} } definiert durch

{\displaystyle f(x)=\exp(\mathrm {i} x)=\cos(x)+\mathrm {i} \sin(x)}
ist eine komplexwertige Funktion einer reellen Variable. Sie ist genau die Eulersche Formel.
- Mit {\displaystyle z=x+\mathrm {i} y} ist die Exponentialfunktion

{\displaystyle \exp(z)=\exp(x+\mathrm {i} y)=\exp(x)\left(\cos(y)+\mathrm {i} \sin(y)\right)}
eine komplexwertige Funktion einer komplexen Variable.
- Die Funktion {\displaystyle f\colon \mathbb {R} ^{2}\to \mathbb {C} } definiert durch

{\displaystyle f(x_{1},x_{2})=x_{1}+\mathrm {i} x_{2}}
ist eine komplexwertige Funktion von zwei reellen Variablen.
- Aufgrund der Einbettung der reellen Zahlen in die komplexen Zahlen lassen sich alle reellwertigen Funktionen auch als komplexwertige Funktionen auffassen.

## Eigenschaften

### Algebraische Eigenschaften
Die Menge aller komplexwertigen Funktionen über einer gegebenen Menge {\displaystyle D} bildet einen komplexen Vektorraum, der mit {\displaystyle F(D,\mathbb {C} )}, {\displaystyle \operatorname {Abb} (D,\mathbb {C} )} oder {\displaystyle \mathbb {C} ^{D}} bezeichnet wird. Die Summe zweier komplexwertiger Funktionen {\displaystyle f} und {\displaystyle g} ist dabei definiert durch
{\displaystyle (f+g)(x)=f(x)+g(x)}
für alle {\displaystyle x\in D} und das Produkt einer komplexwertigen Funktion {\displaystyle f} mit einer komplexen Zahl {\displaystyle c\in \mathbb {C} } durch
{\displaystyle (c\cdot f)(x)=c\cdot f(x)}
für alle {\displaystyle x\in D}. Diese Vektorräume werden als komplexe Funktionenräume bezeichnet. Sie spielen eine wichtige Rolle in der linearen Algebra und der Analysis. Mit der Addition und der punktweisen Multiplikation definiert durch
{\displaystyle (f\cdot g)(x)=f(x)\cdot g(x)}
für alle {\displaystyle x\in D} bilden die komplexwertigen Funktionen über der Menge {\displaystyle D} einen kommutativen Ring. Mit allen drei Verknüpfungen bilden die komplexwertigen Funktionen eine komplexe Algebra.

### Analytische Eigenschaften
Eine komplexwertige Funktion {\displaystyle f\colon D\to \mathbb {C} } heißt beschränkt, falls eine Schranke {\displaystyle M} existiert, sodass
{\displaystyle |f(x)|\leq M}
für alle {\displaystyle x\in D} ist. Die Menge der beschränkten komplexwertigen Funktionen {\displaystyle B(D,\mathbb {C} )} bildet mit der Supremumsnorm
{\displaystyle \|f\|_{\infty }:=\sup _{x\in D}|f(x)|}
einen normierten Raum. Da die komplexen Zahlen vollständig sind, handelt es sich hierbei sogar um einen Banachraum. Eine Folge komplexwertiger Funktionen {\displaystyle (f_{1},f_{2},\ldots )} mit {\displaystyle f_{n}\colon D\to \mathbb {C} } für {\displaystyle n=1,2,\ldots } heißt gleichmäßig beschränkt, wenn jedes Folgenglied eine beschränkte Funktion ist und die Folge
{\displaystyle (\|f_{1}\|_{\infty },\|f_{2}\|_{\infty },\ldots )}
eine beschränkte Folge komplexer Zahlen ist. Eine Folge komplexwertiger Funktionen heißt punktweise beschränkt, wenn für alle {\displaystyle x\in D} die komplexe Zahlenfolge
{\displaystyle (f_{1}(x),f_{2}(x),\ldots )}
beschränkt ist. Eine gleichmäßig beschränkte Folge komplexwertiger Funktionen ist stets auch punktweise beschränkt, die Umkehrung muss jedoch nicht gelten. Eine Folge komplexwertiger Funktionen heißt gleichmäßig konvergent gegen eine komplexwertige Funktion {\displaystyle f\colon D\to \mathbb {C} }, wenn 
{\displaystyle \lim _{n\to \infty }\|f_{n}-f\|_{\infty }=0}
gilt. Entsprechend heißt eine Folge komplexwertiger Funktionen punktweise konvergent gegen eine komplexwertige Funktion {\displaystyle f\colon D\to \mathbb {C} }, wenn für alle {\displaystyle x\in D}
{\displaystyle \lim _{n\to \infty }(f_{n}(x)-f(x))=0}
gilt. Auch hier folgt aus der gleichmäßigen Konvergenz die punktweise Konvergenz, jedoch nicht die Umkehrung. Weitergehende analytische Eigenschaften, wie Stetigkeit, Differenzierbarkeit oder Integrierbarkeit, erfordern auf der Definitionsmenge zumindest eine topologische, metrische oder maßtheoretische Struktur.

## Verallgemeinerungen
Eine Verallgemeinerung bilden die komplex-vektorwertigen Funktionen, diese bilden in den {\displaystyle \mathbb {C} ^{n}} ab. Noch allgemeiner sind vektorwertige Funktionen, deren Bildraum ein beliebiger Vektorraum ist.